# Mecistocephalus furculigera
Mecistocephalus furculigera är en mångfotingart som först beskrevs av Karl Wilhelm Verhoeff 1925.  Mecistocephalus furculigera ingår i släktet Mecistocephalus och familjen storhuvudjordkrypare. Inga underarter finns listade i Catalogue of Life.